# 来談者中心療法
来談者中心療法（らいだんしゃちゅうしんりょうほう、クライエント中心療法、Person-Centered Therapy）またはパーソンセンタード・アプローチ/人間性中心的アプローチ（Person-Centered Approach:PCA）は、アメリカの心理学者であるカール・ロジャーズにより提唱された人間性心理学のカウンセリングのアプローチ。 その名称は、ロジャーズによって、非指示的療法（Non-Directive Counseling）から来談者中心療法、そしてパーソンセンタード・アプローチ/人間性中心的アプローチ（Person Centered Approach）へと、時代を追って改名されている。
この来談者中心療法を提唱したカール・ロジャーズは、医師以外でカウンセリング法の体系を築きあげた最初の人物とされている。また、心理面接を行う分野で、はじめて成長の経験を重視したアプローチであることを提唱者自ら述べている。
そして、ロジャーズは神経症や精神病などの概念を実在するものとして使うことを避け、「これらの概念は不適当であり、誤りを起こしやすい概念であると思うからである」と強く批判している。代わりに、防衛的行動や解体行動というカテゴリーを使用した方が実りが多いとした。

## 概論
ロジャーズは1940年12月に、ミネソタ大学で「心理療法におけるいくつかの新しい発想」と題する発表をし、自らこの日を来談者中心療法の誕生の日としている。
この発表の中で、アプローチについて以下のように述べられている。
「この新しいセラピィの目的は、特定の問題を解決することになるのではなく、個人の成長を援助することにあります。その結果、その人は、今直面している問題やその後の人生で直面していく問題に、より統合された仕方で対処していくことができるようになるのです。このセラピィは、成長や健康や適応に向かう衝動をもっと信頼します。第二に、この新しいセラピィは、情緒的な要素、状況の持つ知的な側面よりも感情的な側面を強調します。第三に、この新しいセラピィは、その人の過去よりも現在の状況を強調します。そして最後に、この新しいセラピィは、その治療関係そのものを重要な成長体験として強調します」
上述の講演でなされた提唱は、1942年にロジャーズが出版した「カウンセリングと心理療法」に、アプローチの具体的な特徴として詳しく記載されている。以下に内容を端的に引用する。
1. 第一に、この新しいアプローチでは、人間の成長や健康、適応へと向かう動因について、きわめてより大きな信頼を寄せている。
2. 第二に、この新しいアプローチは、知的な側面よりも、情緒的な要素や状況に対する感情的な側面に、より大きな強調点をおいている。
3. 第三に、この新しい心理療法は、人間の過去よりも、今ここでの状況により大きな強調点をおいている。
4. また、この新しい見解がもつさらに総括的な特徴について言及しておくべきであろう。このアプローチは、この分野で初めて、成長の経験としての心理療法の関係それ自体を重視するものである。

上記『1』は、カウンセリング場面では、個人に対してカウンセラーがなにかしようとしたり、クライアントに対してなにかをさせようと仕向けることを避け、カウンセリングの関係性によって自然な成長や発達へ向かう力を解き放ち、障害となっているものを取り除かれることを指している。
上記『2』は、不適応のほとんどは何かを知らないということなのではなく、現在の適応をとおして獲得している情緒的な満足によって知識が閉塞され、効果的に働かなくなっているためであるという前提で、知的なアプローチをとおして情緒の再構成を試みるよりも、可能な限り直接に感情や情緒の領域に働きかけることを意味している。
上記『3』は、個人にとって重要な意味をもつ情緒的なパターンは、個人の過去の歴史のなかに見出されるのとまったく同じく、現在の適応状態のなかにも、そしてカウンセリングの時間中にもはっきりとあらわれる、としているため、来談者中心療法では「今、ここ」に重きを置くことを表している。
最後の『4』は、それまでの心理療法が、面接が終結したあとに個人は成長し、変化し、よりよい決定をするようになると期待されていたのに対し、来談者中心療法では、カウンセリングの関わりそのものが成長の経験であることを強調している。このことについてロジャーズは「個人はここで、自分自身を理解し、重要な自律的選択を行い、より成熟したやり方で他者とかかわることなどを学ぶのである。ある意味では、このことは新しいアプローチのもっとも重要な側面であるといえるかもしれない。」と述べている。

## アプローチ
自身の体験にもとづく価値づけから作られた概念と、他者との関わりから他者の価値づけを取り入れて自身のものとした概念との食い違いにより、それらの概念の集合である自己構造に矛盾による崩壊の危機が訪れてしまう。そのため、自身の価値を否認し、意識に上らせないようにするなどの防衛を行う。これは、意識にのぼるような体験を避けることにもつながる。
ここまでを来談者中心療法の人間に対する捉え方である「自己理論/パーソンリティ理論」とし、実際のアプローチでは防衛的反応の減少を図るためにも、カウンセラーは受容的他者として関わり、クライアントの表現するどのような感情表現も無条件の肯定的配慮を伴った関わりを一貫して行っていく。これにより、クライアントは、受容され尊重されているという事実をカウンセラーとの関係から理解し、クライアントも自身を受容しやすくなっていくことで、自身の価値にもとづいて内省しやすくなるよう援助する。この内省から、クライアントが取り入れられた概念を、自身の価値にもとづいて作り直していく。これを分化と呼び、自己構造の矛盾が解消され、新しい自己に発達する。矛盾が解消されたことで、どのようなことも防衛したり回避したりする必要がなく、自由でとらわれのない状態となり、自分をありのまま表現することがしやすくなっていく。

### アプローチの特徴的ステップ
来談者中心療法のカウンセリングのプロセスにおいて、カウンセラーは何を行い、どのような展開をしていくのかについて、ロジャーズは『セラピーの過程における特徴的なステップ』というタイトルで紹介している。
1. 個人が援助を求めて来談する。
  - ここで個人は、いわば自分に働きかけ、最初の重要な行動を責任をもってとったといえる。
  - それだけではそれほど意味のない出来事でも、心理療法の中では自己理解や責任ある行為へと向かう土台となることがしばしばある。
2. 通常、援助場面であることが説明される。
  - クライアントは来談当初から、カウンセラーが解答をもっているのではなく、カウンセリング場面とは、クライアントが援助によって問題に対する自分なりの解決を見出すところである、という事実に気づかされる。このとき、一般的な言葉で伝えられるが、別の場合には、約束に対する責任とか、なされる行為や決定についての責任といったような、具体的な問題に即して場面がきわめて明確に設定されることもある。
  - 言葉や行為、またはその両方を通じて、クライアントはカウンセリングの時間が自分のものであることを実感し、自分自身になる好機を自由に利用し、そのことに責任をもつように援助される。
3. カウンセラーは、問題に関する感情を自由に表現するよう促進する。
  - カウンセラーの親しみを込めた、相手に関心を寄せる受容的な態度によってもたらされる。また、それはある程度熟達した技能にかかっている。
  - 私たちは少しずつ、敵意や不安、気がかりや罪悪感、両価的な感情や迷いの感情といったものの流れがせき止められていたことを学び、もし私たちが、その時間が本当にクライアントのものであり、その人の望むように使うことのできる時間であることをクライアントに実感させることができるならば、こうした感情は自由に流れ出てくるのである。
  - カウンセラーのここでの唯一の目的は、敵意や批判の感情が流れ出てくるのを妨げないことである、という事実に注目してもらいたい。
4. カウンセラーは、否定的な感情を受容し、理解し、明確化する。
  - カウンセラーがこうした感情を受容しようとするならば、相手が話していることの知的な内容ではなく、その底になる感情に応答するという構えがなくてはならない。
  - 時としてのその感情は、とても両価的なものであったり、増悪の感情であったり、不全感であったりする。その感情がどのようなものであっても、カウンセラーは言葉や行為によって、温かい雰囲気を作り出すように努力する。
  - そうするなかでクライアントが、こうした否定的感情を他人に投影したり、防衛機制の背後に隠したりせずに、その否定的な感情をもっているのは自分であることを理解できるようにし、またそれが自分の一部であることを受容できるようにするのである。
  - しばしばカウンセラーは、こうした感情を言葉で明確化するが、しかしその原因を解釈したり、その利得について議論したりはしない。その感情が確かに存在し、カウンセラーはその感情を受容しているということを認めるだけである。このようにして「あなたはそのことでとても苦しんでいるんですね」「あなたはその欠点を治したいのだけど、今はまだそうしたくないのですね」「とても悪いことをしたと、あなたはいっているように聞こえます」といった言葉が、この種の心理カウンセリングのなかでは頻繁にあらわれるし、こうした言葉が、クライアントの感情を正確に描き出すものであれば、ほとんど常にクライアントは、より自由に前に進んでいくことができるのである。
  - ただし、カウンセラーが先走って言語化しようとはしない。
5. その人の否定的な感情がまったく十分に表現されたとき、それに続いて、かすかに、またためらいながらではあるが、成長へと向かう肯定的な衝動が表現される。
  - 否定的な感情が激しく、深いものであればあるほど(それが受容され理解されるならば)、愛情、社会的交流への衝動、根本的な自己尊重、成熟したいという欲求などの肯定的表現が、より確かなものとして生じてくる。
6. カウンセラーは否定的な感情を受容し理解したのと同じように、肯定的な感情の表現を受容し理解する。
  - こうした肯定的な感情は、賛同や賞賛によってカウンセラーに受け入れられるのではない。道徳的な価値判断は、この種の心理療法のなかには入ってこない。
  - 肯定的な感情は、否定的な感情とまったく同じように、その人の人格の一部としてそのまま受容される。成熟した衝動と未熟な衝動、攻撃的態度と社会的な態度、罪悪感と肯定的表現、これら両者を受容することこそが、その人に、ありのままの自分を理解する、生まれて初めての機会を与えるのである。
  - その人は、自分の否定的感情について防衛的になる必要がない。また、自分の肯定的感情を過大評価する機会を与えれるわけでもない。しかもこうした場面では、自己洞察と自己理解が自発的に湧き出してくるのである。
7. この自己洞察、自己理解、心理療法の過程全体のなかで二番目に重要な局面である。
  - それは、人が新たな統合の段階へと前進する基礎を与えるものである。
8. この自己洞察の過程と混ざり合って、可能性のある選択や行為の方向を、明確化していく過程が生じる。
  - このとき、いくぶん失望したような態度が見られることも多い。本質的には、その人はこのようにいっているのだ。「これが私自身です。そのことがとてもはっきり分かりました。でもどうすれば、私はこれまでとは違うふうに自分自身を作り変えることができるんでしょうね」と。
  - ここでのカウンセラーの役割は、いろいろな選択の可能性が明確になるように援助し、その人が経験している恐れの感情や、前進する勇気の欠如などについて理解できるように助けることである。行為の一定の方向を強制したり、助言を与えることがカウンセラーの役割ではない。
9. 引き続き、かすかにではあるがとても意味のある肯定的な行為がはじまる。その人が一度かなりの自己洞察を達成し、おそるおそる、ためらいながら肯定的な行為を試みるようになると、そこに残された局面は、もっと成長していくという要素だけである。
  - すなわち、個人が自分の行為をより深く見つめる勇気を獲得するにつれて、より完全で正確な自己理解が発展する。
10. クライアント側の肯定的な行為はますます統合されたものになる。選択することについての恐れが減少し、自分が決めた行為への信頼が増大する。
  - カウンセラーとクライアントは、今や新しい意味で協働しているのである。二人の人間的な関係はもっとも強いものとなる。
  - クライアントは初めて、一人の人間としてのカウンセラーについて何かを知りたくなり、とてもはっきりと友好的で偽りのない関心を表現する。いろいろな行為について検討され話し合われるが、最初のころに目立っていた依存や恐怖はもはや存在しない。
11. 援助を求める気持ちが減少し、その関係を終わらなくてはならないことを、クライアントが認識する。
  - カウンセラーは、クライアントがいまや自分の状況に対してしっかりと対処しており、これ以上会い続けるのを望んではいないという事実を受け入れ、理解し、これまでと同様に、表現された感情が明確化されるように援助する。カウンセリングの初期と同様に、カウンセラーは終結をクライアントに強制することもしなければ、クライアントを自分のもとに引き留めようとすることもない。

## 自己一致,受容,共感的理解
来談者中心療法の「治療者の三条件」とされる無条件の積極的関心(無条件の肯定的配慮)、共感的理解(共感/感情移入)、自己一致(純粋性)は、あまりにも有名なため、かえって表面的にしか理解されていない。

### 自己一致/純粋性
ロジャーズは「純粋性」が最も重要な態度だと考え、『治療者がクライアントとともに居て、自らに起きてくる感情を、たとえそれがクライアントに対する否定的な感情であっても、それを認め(自らを欺かず)、そしてそれがクライアントの成長のために必要であると判断される場合に限って、クライアントに表明する』こと。

### 無条件の積極的関心/無条件の肯定的配慮
クライアントを一人の人間として尊重し、彼/彼女らのありよう、彼/彼女らが表明するどのような感情や態度をも受け入れようとする、ということである。当然、クライアントの防衛や拒否も尊重し、受け入れていこうと、治療者は自らのありようを模索しなければならない。

### 共感的理解(共感/感情移入)
ロジャーズは、共感についての定義を1957年・1959年・1980年と文章で改めている。

#### 1957年の定義
「セラピーによるパーソナリティ変化の必要にして十分な条件(通称:必要十分条件)」の中で、共感について定義されている。
『第5の条件は、クライエントの気づきについて、そして自己自身の経験について、 正確なそして共感的理解を体験しているということである。クライエントの私的世界をそれが自分自身の世界であるかのように感じとり、しかも「あたかも......のごとく」という性質("as if" quality)をけっして失わないーーこれが共感なのであって、これこそセラピーの本質的なものであると思われる。
クライエントの怒り、恐れ、あるいは混乱を、あたかも自分自身のものであるかのように感じ、しかもそのなかに自分自身の怒り、恐れ、混乱を捲き込ませていないということが、私たちが述べようとしている条件なのである。
クライエントの世界がこのようにセラピストにはっきりと映り、セラピストがクライエントの世界のなかを自由に歩きまわるとき、セラピストは、クライエントにはっきりしているものを自分が理解していることを伝えることができるばかりではなく、クライエントがほとんど気づいていない自分の経験の意味を言葉にして述べることもできるのである。』

#### 1959年の定義
『感情移入とか、感情移入的であるという状態は、他人の内部的照合枠を正確に知覚することであり、それに付着している情動的要素や意味をも知覚することである。その際に、自分はあたかもその人であるかのようになるのだが、しかも決して“あたかも……のような”という条件を失わない状態である。したがって、感情移入とは、他人の苦しみや喜びをその人が感じているように感じ、その原因についても、その人が知覚しているように感じとることである。しかも、その時、あたかも自分が苦しんだり喜んだりしているかのようであるという認識を決して失うことがない状態である。もし、この“あたかも･･のように”という性質がなくなるならば、それは同一化の状態である。』

#### 1980年の定義
『今ではそれを「共感という状態」と定義しません。それは過程であって状態ではないと思うからです。この特性をとらえることが出来ると思います。
他者に対して共感的であるあり方はいくつかの側面を有します。それは、他者が私的に知覚する世界に入り込みそこで居心地よく感じることを意味します。他者の内部を流れゆく瞬間ごとに変化する感じをつかむこと、その個人が体験しつつあるものが恐れ、怒り、やさしさ、困惑等何であろうとつかむ事を意味します。つまり個人がほとんど認識していない意味を感じとり、それでいて無意識の感情を暴露することはあまりにも脅威的なので行わないのです。それは、ある個人が恐怖感を抱いている事柄を新鮮な恐れのない目で見つめ感じとり、それを伝えていくことを含みます。あなたが感じとったままをその個人と共によく検討し、相手から受けとる反応によって歩んでいくことを意味します。あなたは相手の体験過程というこの役立つ指標に焦点を当て、その意味を十分に体験し、その経験の中で前進とするよう援助するのです。
他者とそのように生きることは、しばらくの間あなたは自己の視点や価値観を脇において偏見を捨てて他者の世界にはいりこむ事を意味します。これは、たとえ他者の奇妙で見慣れない世界にはいりこんでも混乱したりせず、望むなら自分の世界に気持ちよくもどることのできる安定した個人のみが行えることです。』

## 感情の反射・伝え返し
ロジャーズが提案した唯一の技法らしいものとして広まったものに「感情の反射(reflection of feelings)」または「リフレクション/伝え返し」と呼ばれるクライアントに対する応答の方法がある。
感情の反射は、精神分析学者であるオットー・ランクの影響を受けたソーシャル・ワーカーから学んだものであると、ロジャーズ自身が語り、『一番有効なのはクライエントの言葉を通して認められる感情や情緒に耳を傾けることだと学びました。一番よい応答はその感情をクライエントに反射してやることだと教えてくれたのは彼女だと思います。』としている。
ただし、ロジャーズが晩年にあかした内実として『しかし、セラピストの応答に焦点を置く傾向は実に嫌な結果を招きました。敵意を受けたことはそれまでにもありましたが、この結果はもっとひどいものでした。そのアプローチ全体が数年のうちにひとつの技法として知られるようになったのです。「非指示的療法とは、クライエントの感情を反射していく技法である」と述べられました。さらにひどい真似事は、「非指示的療法では、クライエントが述べた最後の言葉を繰り返せばよい」というものがありました。私たちのアプローチがこうして完全に歪曲されたことに私はショックを受けて、その後数年間は共感的傾聴に関して何も述べませんでした。』と打ち明けている。
また、ロジャーズのもとでカウンセリングを学び、フォーカシング指向心理療法を提唱した心理療法家ユージン・ジェンドリンは、「感情の反射/リフレクション」について、以下のように述べている。
『多くの治療者は、ロジャーズのリフレクションを誤解しており、本来はクライエントのコトバをいったん自分の中に取り入れたり、コトバに込められている感じを自分も感じたりすべきなのに、そうしたことには関心を払わずに、ただ同じ言葉を繰り返すことに堕している。このような現実を知ったロジャーズは、技法的な主張を一切引っ込めて、その真反対の〈態度こそすべて〉をモットーとするように変わってしまった。しかし私(ジェンドリン)が考えるに、共感にとって伝え返し的傾聴はロジャーズが思っていたよりもはるかに重要であり、むしろ共感の中核に位置づけられるべき営みである』
ロジャーズは来談者中心療法のカウンセラー養成に対する批判として『記録されたクライエント発言を基に、学習者は「正しい」気持ちのリフレクションを作り上げることや――もっとひどいのは「正しい」応答を複数選択肢から選ぶように要求される。このようなトレーニングは効果的なセラピー関係とはなんの関係もない。このようなわけで、私は、この用語の使用についてはますますアレルギーをもつようになったのである。』と明言している。
そして誤解にもとづく批判が高まったため、ロジャーズは以下2点の主張した。
1. 『セラピストとしての私の観点では、私は「気持ちのリフレクション」をしようとは努めていないのである。私はクライエントの内的世界についての私の理解が正しいかどうか――私は相手がこの瞬間において体験している(experiencing)がままにそれを見ているのかどうか――見極めようと思っているのである。私の応答はいずれも言葉にはならない次の質問を含んでいる、「あなたのなかではこんなふうになっているんですか。あなたがまさに今体験している個人的意味(personal meaning)の色合いや手触りや香りを私は正確にわかっていますか。もしそうでなければ、私は自分の知覚をあなたのと合わせたいと思っています」と。[25]』
2. 『したがって、私はこのようなセラピスト応答は「気持ちのリフレクション」ではなく、「理解の確認」(Testing Understandings)または「知覚の確認」(Checking Perceptions)と呼ぶことを提案する。私はこのような用語の方が正確であると思っている。それはセラピストのトレーニングにも役立つだろう。それらは応答の健全な動機づけ、つまり「リフレクト(反映する)」という意図ではなく、もっと知りたいという願いを与えてくれるであろう。[26]』

## 評価・応用

### 統合失調症
臨床心理学が専門の岡昌行は『クライアント中心療法と統合失調症―中核条件のありか』のなかで、来談者中心療法の「受容・共感・真実(一致)」がセラピストに必要なあり方であるとした点を挙げて『このようにとらえたクライアント中心療法は、一般に容易ではない考えられている統合失調症の心理療法に、はっきりと有効なアプローチであるというのが、現在の私の見解である。』と述べ、たとえば、共感は統合失調症のクライアントに対して『侵襲しないアプローチ』として取り上げている。

### 神経科学からの評価
神経科学の観点から、来談者中心療法を捉えた臨床心理学を専門領域とする岡村達也は、来談者中心療法の自己概念や経験、一致・共感的理解・無条件の肯定的関心などを、神経生物レベルで解説し『神経科学はロジャーズ理論を支持する、あるいは、並行関係を示す。』とした。

### 愛着理論との関係
来談者中心療法にある必要十分条件は、クライアントとカウンセラーの関係から形成される安心感から自己探求を進める点で、６条件すべてが愛着理論(アタッチメント理論)と密接に関係していることを挙げている。

### コーチング
人間性心理学はコーチングのルーツとされ、特に来談者中心療法と同じ理論をもつコーチングを「パーソンセンタード・コーチング/人間性中心コーチング」または「人間中心主義的コーチング」と呼ぶ。心理学分野では来談者中心療法の「傾聴」「反射」などロジャーズの概念がみてとれるとの指摘があり、実際に、初期のコーチ養成機関がロジャーズの概念を多用している。

### 障害の社会モデル
『イギリス障害学の理論と経験』によると、障害者になることは心理学的に衝撃的に違いないと仮定することから生まれた「喪失モデル」に基礎を置くカウンセリングの対応は、ディスエンパワーメント(disempower)的であると批判されている。なぜなら、社会が障害を生み出し、障害を固定するのに果たしている役割を認めず、障害は損傷に起因する個人的な問題であるという観念を強化しているから、との主張がなされている。しかしながら、イリノイ大学英文学・障害と人間発達・医学教育学部の特別教授レナード・J・デイビスによると、来談者中心療法などの人間中心主義的カウンセリングは、人がどのように障害に反応するのかを想定していないため、最も押しつけがましくない方法とされている。